# Geiger (Alabama)
Geiger é uma cidade  localizada no estado americano do Alabama, no Condado de Sumter.

## Demografia
Segundo o censo americano de 2000, a sua população era de 161 habitantes.
Em 2006, foi estimada uma população de 150, um decréscimo de 11 (-6.8%).

## Geografia
De acordo com o United States Census Bureau, a localidade tem uma área de 2,6 km², sem área coberta por água.

## Localidades na vizinhança
O diagrama seguinte representa as localidades num raio de 32 km ao redor de Geiger.